# Ростислав (броненосец)
Вижте пояснителната страница за други значения на Ростислав.
„Ростислав“ (на руски: Ростислав) е руски броненосец, построен през 1890 г. в Черноморския корабостроителен завод в Николаев.
Първоначално е замислен като малък и евтин кораб за бреговата охрана, но Императорският флот променя проекта, така че да се получи компактен морски броненосец с изместимост 8 880 t. Грешки при проектирането и строителството увеличават действителната изместимост с повече от 1600 t. „Ростислав“ става първият в света капитален кораб, задвижван с мазут, вместо с въглища. Недостатък в бойните му качества е използването на 10-инчови оръдия, вместо практически стандартните за Императорския флот 12-инчови.
Корпусът на кораба е завършен през септември 1896 година, но забавянето на доставките на основните оръдия забавя първото му пътуване до 1899 година, а завършването до 1900 година. През май 1899 година „Ростислав“ става първият кораб на Императорския флот, командван от представител на владетелската династия Романови – капитан Александър Михайлович. От 1903 до 1912 година корабът е флагмански на помощник-командващия Черноморския флот. По време на Революцията от 1905 година екипажът му е готов да се разбунтува, но в крайна сметка остава лоялен на правителството и участва активно в потушаването на бунта на крайцера „Очаков“. На 19 август 1911 г. като част от официална руска ескадра, „Ростислав“ посещава варненския порт.
„Ростислав“ участва активно във военните действия в Черно море по време на Първата световна война. Той става първият руски кораб обстрелвал наземни цели по време на войната, първият, засегнат от германско въздушно нападение, и първият, унищожил подводница, макар и при инцидентен сблъсък с руски съд. По време на Гражданската война корабът е изоставен в Севастопол, където през 1919 година отстъпващите британски окупационни части унищожават двигателите му. Белогвардейците на генерал Пьотър Врангел го използват за известно време като плаваща батарея, след което през ноември 1920 година го потапят в Керченския проток, за да затруднят преминаването му от противника.